# 1 500 mètres aux championnats du monde d'athlétisme
Pour un article plus général, voir Championnats du monde d'athlétisme.
Le 1 500 mètres fait partie des épreuves inscrites au programme des premiers championnats du monde d'athlétisme, en 1983, à Helsinki. 
Avec quatre médailles d'or, remportées successivement de 1997 à 2003, le Marocain Hicham El Guerrouj est l'athlète le plus titré dans cette épreuve. La Kényane Faith Kipyegon détient quant à elle le record de victoires chez les femmes (3).
Les records des championnats du monde appartiennent chez les hommes à Hicham El Guerrouj, qui établit le temps de 3 min 27 s 65 le 24 août 1999 lors des mondiaux de Séville, et chez les femmes à la Néerlandaise Sifan Hassan, créditée de 3 min 51 s 95 le 5 octobre 2019 lors des championnats du monde de Doha.

## Éditions
| Années | 83 | 87 | 91 | 93 | 95 | 97 | 99 | 01 | 03 | 05 | 07 | 09 | 11 | 13 | 15 | 17 | 19 | 22 | 23 | Total |
| ------ | -- | -- | -- | -- | -- | -- | -- | -- | -- | -- | -- | -- | -- | -- | -- | -- | -- | -- | -- | ----- |
| Hommes | X  | X  | X  | X  | X  | X  | X  | X  | X  | X  | X  | X  | X  | X  | X  | X  | X  | X  | X  | 19    |
| Femmes | X  | X  | X  | X  | X  | X  | X  | X  | X  | X  | X  | X  | X  | X  | X  | X  | X  | X  | X  | 19    |

## Hommes

### Historique

#### 1983-1995

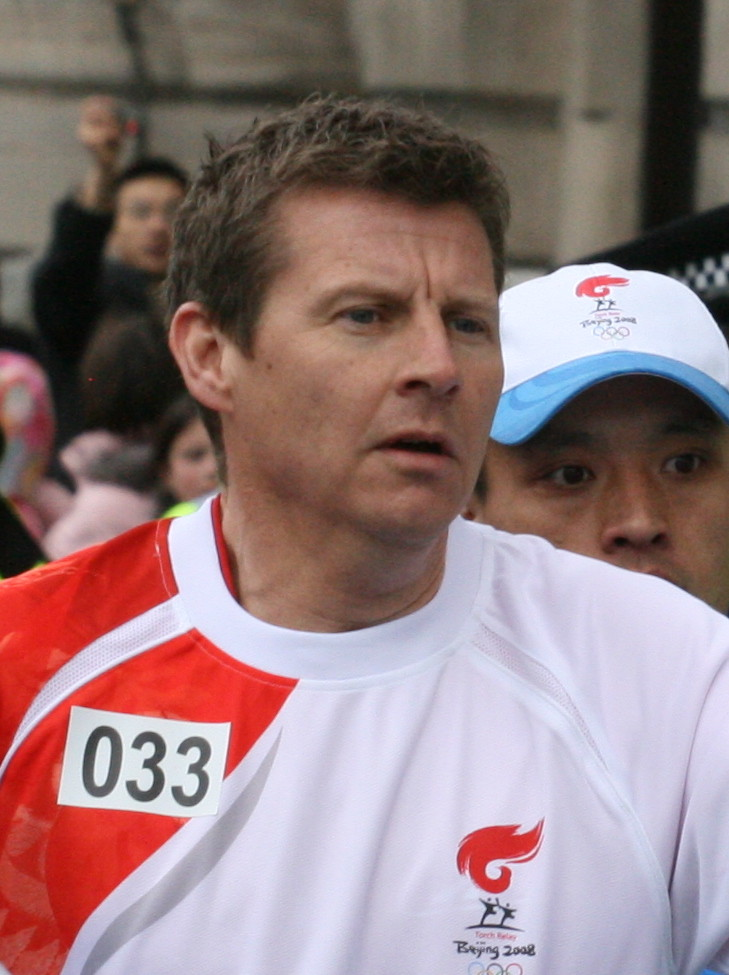
Steve Cram, premier champion du monde du 1500 m, en 1983 à Helsinki.

Le premier titre de champion du monde 1 500 m est remporté par le Britannique Steve Cram lors des premiers championnats du monde d'athlétisme, en 1983 à Helsinki. Au terme d'une course tactique, Cram l'emporte en 3 min 41 s 59, devant l'Américain Steve Scott (3 min 41 s 87) et le Marocain Saïd Aouita (3 min 42 s 02). Deux grands favoris pour le titre ne participent pas à ces championnats, le Britannique Sebastian Coe et l'Américain Sydney Maree qui battra néanmoins le record du monde quelques jours plus tard.
Quatre ans plus tard, aux championnats du monde 1987 à Rome, en l'absence du Britannique Steve Ovett et de Saïd Aouita, qui ont tous deux amélioré le record du monde de Sydney Maree, la victoire revient au Somalien Abdi Bile qui s'impose en 3 min 36 s 80 en faisant la différence dans les 200 derniers mètres, devant l'Espagnol José Luis González et l'Américain Jim Spivey.
En 1991, lors des championnats du monde de Tokyo, l'Algérien Noureddine Morceli confirme sa domination du début de saison en remportant son premier titre de champion du monde dans le temps de 3 min 32 s 84, record des championnats, devançant largement ses adversaires, notamment le Kényan Wilfred Kirochi, deuxième en 3 min 34 s 84 et l'Allemand Hauke Fuhlbrügge, troisième en 3 min 35 s 28.
Détenteur du record du monde depuis 1992, et leader incontesté de la discipline en 1993, Noureddine Morceli s'adjuge son deuxième titre consécutif à l'occasion des championnats du monde 1993 à Stuttgart. Il s'impose en 3 min 34 s 24, devant l'Espagnol Fermín Cacho (3 min 35 s 56) et Abdi Bile, champion du monde six ans plus tôt (3 min 35 s 96).
Noureddine Morceli a amélioré son propre record du monde en juillet 1995. En grand favori de la finale des championnats du monde 1995, en août à Göteborg, il décroche son troisième titre mondial consécutif en l'emportant en 3 min 33 s 73, devançant largement ses concurrents, dont le Marocain Hicham El Guerrouj qui après son titre mondial en salle remporté en début de saison 1995, décroche la médaille d'argent en plein air en 3 min 35 s 28. Le Burundais Vénuste Niyongabo complète le podium en 3 min 35 s 56.

#### 1997-2005

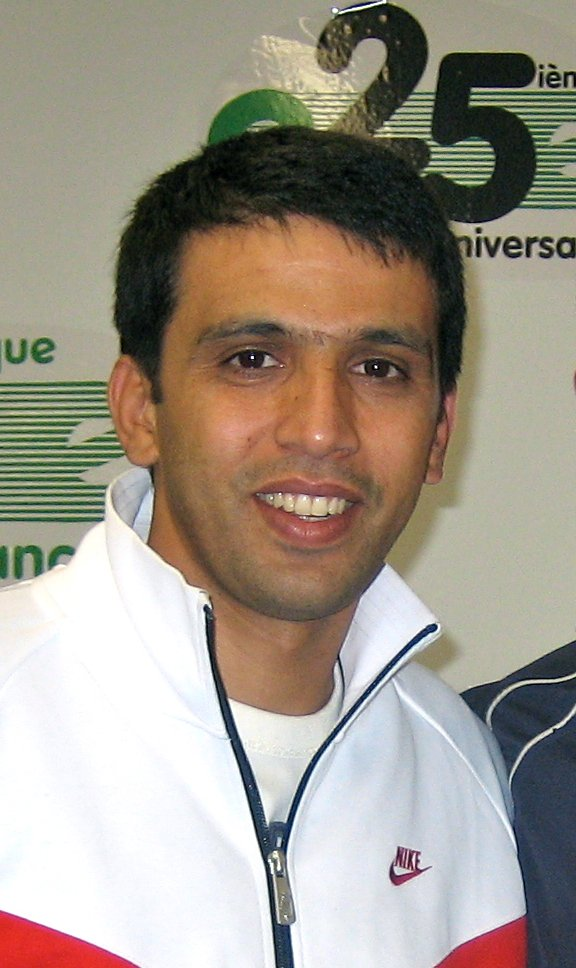
Hicham El Guerrouj remporte quatre titres de champion du monde du 1500 m, en 1997, 1999, 2001 et 2003.

Hicham El Guerrouj, qui a pris la relève de Noureddine Morceli dans les bilans mondiaux, remporte son premier titre mondial en plein air en s'imposant en finale des championnats du monde 1997, à Athènes, en 3 min 35 s 83, devant les deux Espagnols Fermín Cacho (3 min 36 s 63) et Reyes Estévez (3 min 37 s 26). Morceli, après six ans de règne sur le demi-fond mondial, ne prend que la quatrième place de la finale.
En 1999, lors des championnats du monde de Séville, Hicham El Guerrouj, détenteur du record du monde depuis 1998, conserve son titre planétaire en remportant la finale en 3 min 27 s 55, temps constituant alors un nouveau record des championnats ainsi que la meilleure performance mondiale de l'année 1999. Il devance le Kényan Noah Ngeny, deuxième en 3 min 28 s 73, et Reyes Estévez, troisième en 3 min 30 s 57.
Lors des championnats du monde 2001, à Edmonton, Hicham El Guerrouj décroche son troisième titre mondial consécutif en s'imposant en finale en 3 min 30 s 68, devant le Kényan et futur américain Bernard Lagat (3 min 31 s 10) et le Français Driss Maazouzi (3 min 31 s 54), et ce en l'absence de Noah Ngeny, éliminé en demi-finale.
Aligné sur deux épreuves lors des championnats du monde 2003 de Saint-Denis, Hicham El Guerrouj remporte avant la médaille d'argent sur 5 000 m la médaille d'or du 1 500 m, signant son quatrième succès consécutif dans cette épreuve, et devenant l'athlète le plus titré sur la distance, devant Noureddine Morceli, triple champion consécutif de 1991 à 1995. El Guerrouj, qui décide de durcir la course dès les 600 m, passe en 1 min 56 s 29 aux 800 m et décide d’accélérer de nouveau à l'entame du dernier tour. Possédant deux mètres d'avance sur le Français Mehdi Baala après le dernier virage, le Marocain parvient à maintenir son avance sur son adversaire et à l'emporter en 3 min 31 s 77, signant la meilleure performance mondiale de l'année. Mehdi Baala termine deuxième en 3 min 32 s 31 et l'Ukrainien Ivan Heshko se classe troisième en 3 min 33 s 17.
Le Bahreïnien Rachid Ramzi s'impose lors des championnats du monde 2005, à Helsinki, dans le temps de 3 min 37 s 88, devant le Marocain Adil Kaouch (3 min 38 s 00) et le Portugais Rui Silva (3 min 38 s 02). 

#### 2007-2015

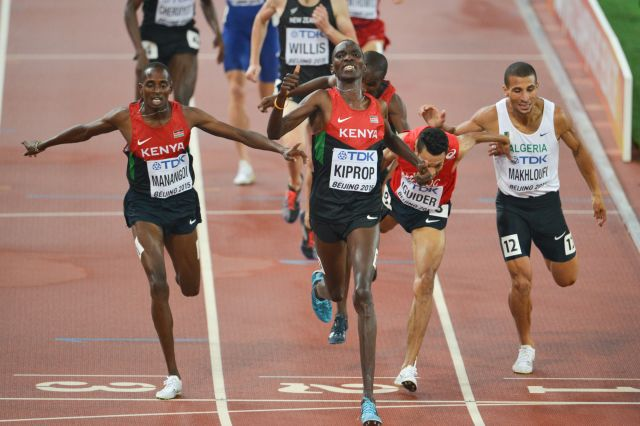
Asbel Kiprop remporte les championnats du monde 2015, son troisième titre d'affilée sur 1500 m après 2011 et 2013.

Deux ans plus tard, en 2007 aux championnats du monde d'Osaka, Bernard Lagat, médaillé de bronze en 2001 et naturalisé américain depuis 2004, remporte la médaille d'or en 3 min 34 s 77, devançant au sprint le tenant du titre Rashid Ramzi (3 min 35 s 00) et  le Kényan Shedrack Korir (3 min 35 s 04).
Lors des championnats du monde 2009 à Berlin, le Bahreïnien Yusuf Saad Kamel s'adjuge le titre mondial en 3 min 35 s 93, succédant à son père, Billy Konchellah, titré sur 800 m en 1987 et 1991. Le podium est complété par l'Éthiopien Deresse Mekonnen, médaillé d'argent en 3 min 36 s 01 et Bernard Lagat, médaillé de bronze en 3 min 36 s 20.
Le Kényan Asbel Kiprop s'impose lors des championnats du monde 2011, à Daegu en Corée du Sud, dans le temps de 3 min 35 s 69, devançant son compatriote Silas Kiplagat (3 min 35 s 92) et l'Américain Matthew Centrowitz (3 min 36 s 08).
Il conserve son titre deux ans plus tard, en 2013 aux mondiaux de Moscou, en coupant la ligne d'arrivée en 3 min 36 s 28, devant Matthew Centrowitz, médaillé d'argent en 3 min 36 s 78 et le Sud-Africain Johan Cronje, troisième de la course en 3 min 36 s 83.
Asbel Kiprop remporte son troisième titre mondial d'affilée en s'imposant en finale des championnats du monde 2015, à Pékin, en 3 min 34 s 40, devant son compatriote Elijah Manangoi (3 min 34 s 63) et le Marocain Abdalaati Iguider (3 min 34 s 67).

#### Depuis 2017

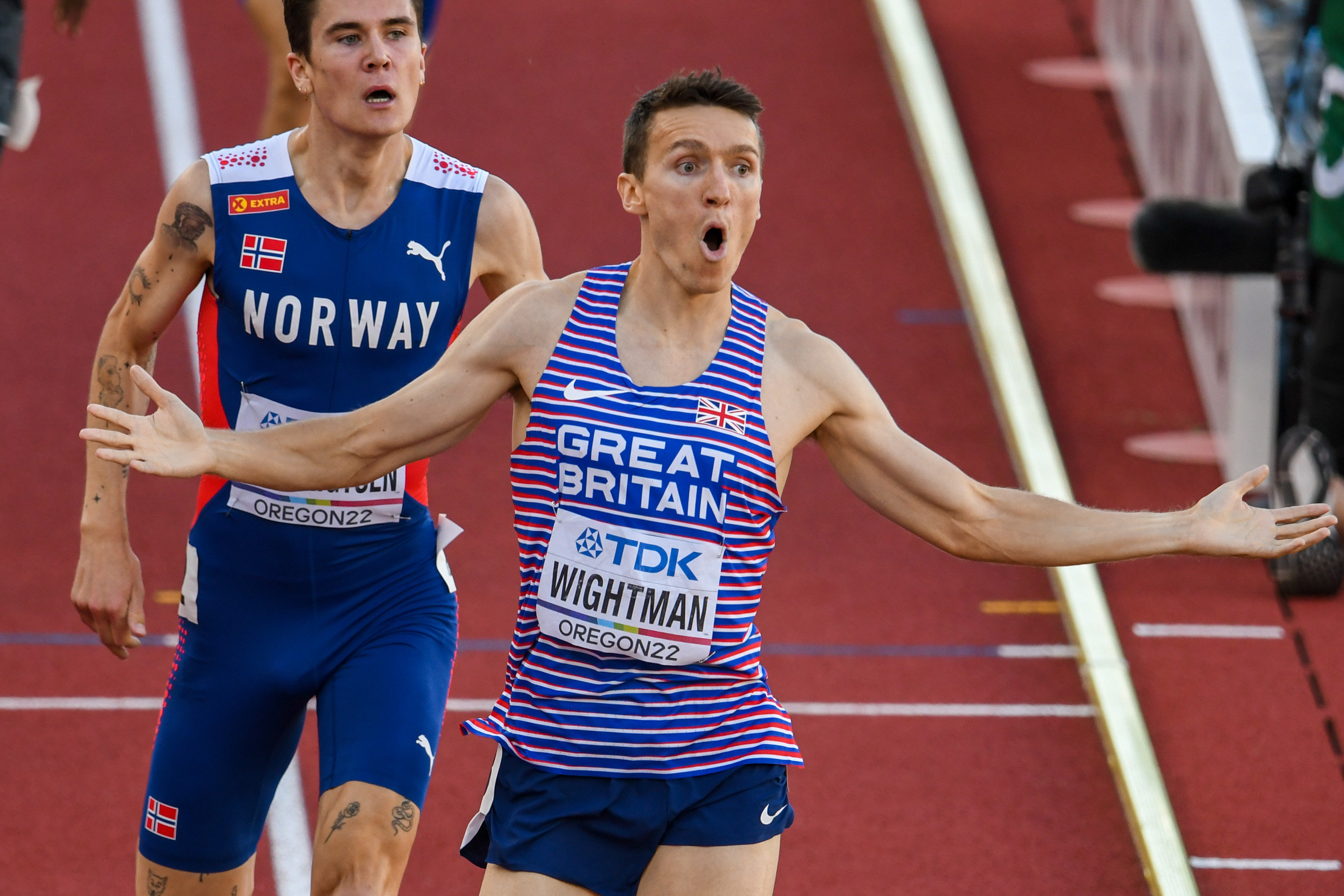
Jake Wightman lors de sa victoire aux championnats du monde 2022, à Eugene.

Lors des championnats du monde 2017, à Londres, Elijah Manangoi remporte la médaille d'or du 1 500 m deux ans après avoir obtenu l'argent. Il réalise le temps de 3 min 33 s 61 et devance son compatriote Timothy Cheruiyot (3 min 33 s 99) et le Norvégien Filip Ingebrigtsen (3 min 34 s 53). Asbel Kiprop, triple tenant du titre, se classe neuvième de l'épreuve.
Aux Mondiaux de Doha en 2019, Timothy Cheruiyot prolonge la domination kényane sur la discipline en s'imposant en 3 min 29 s 26 après avoir mené la course de bout en bout. Derrière lui, l'Algérien Taoufik Makhloufi s'empare de la médaille d'argent en 3 min 31 s 28 tandis que la médaille de bronze revient au Polonais Marcin Lewandowski en 3 min 31 s 46.
Le Britannique Jake Wightman remporte la médaille d'or aux championnats du monde 2022 à Eugene en établissant la meilleure performance mondiale de l'année en 3 min 29 s 23, son record personnel sur la distance. Il devance le champion olympique en titre Jakob Ingebrigtsen et l'Espagnol Mohamed Katir. Il met fin à l'hégémonie du Kenya, titré sur cette distance sans discontinuer depuis 2011. Timothy Cheruiyot, le tenant du titre, termine à la 6e place.
À Budapest en 2023, le Britannique Josh Kerr déjoue les pronostics en étant couronné champion du monde devant les deux Norvégiens Jakob Ingebrigtsen et Narve Gilje Nordås, succédant au palmarès de cette épreuve à son compatriote Jake Wightman.

### Palmarès
| Édition | Or                               | Argent                           | Bronze                           |
| ------- | -------------------------------- | -------------------------------- | -------------------------------- |
| 1983    | Steve Cram 3 min 41 s 59         | Steve Scott 3 min 41 s 87        | Said Aouita 3 min 42 s 02        |
| 1987    | Abdi Bile 3 min 36 s 80          | José Luis Gonzalez 3 min 38 s 03 | Jim Spivey 3 min 38 s 82         |
| 1991    | Noureddine Morceli 3 min 32 s 84 | Wilfred Kirochi 3 min 34 s 84    | Hauke Fuhlbrügge 3 min 35 s 28   |
| 1993    | Noureddine Morceli 3 min 34 s 24 | Fermín Cacho 3 min 35 s 56       | Abdi Bile 3 min 35 s 96          |
| 1995    | Noureddine Morceli 3 min 33 s 73 | Hicham El Guerrouj 3 min 35 s 28 | Vénuste Niyongabo 3 min 35 s 56  |
| 1997    | Hicham El Guerrouj 3 min 35 s 83 | Fermín Cacho 3 min 36 s 63       | Reyes Estévez 3 min 37 s 26      |
| 1999    | Hicham El Guerrouj 3 min 27 s 65 | Noah Ngeny 3 min 28 s 73         | Reyes Estévez 3 min 30 s 57      |
| 2001    | Hicham El Guerrouj 3 min 30 s 68 | Bernard Lagat 3 min 31 s 10      | Driss Maazouzi 3 min 31 s 54     |
| 2003    | Hicham El Guerrouj 3 min 31 s 77 | Mehdi Baala 3 min 32 s 31        | Ivan Heshko 3 min 33 s 17        |
| 2005    | Rachid Ramzi 3 min 37 s 88       | Adil Kaouch 3 min 38 s 00        | Rui Silva 3 min 38 s 02          |
| 2007    | Bernard Lagat 3 min 34 s 77      | Rachid Ramzi 3 min 35 s 0        | Shedrack Korir 3 min 35 s 04     |
| 2009    | Yusuf Saad Kamel 3 min 35 s 93   | Deresse Mekonnen 3 min 36 s 01   | Bernard Lagat 3 min 36 s 20      |
| 2011    | Asbel Kiprop 3 min 35 s 69       | Silas Kiplagat 3 min 35 s 92     | Matthew Centrowitz 3 min 36 s 08 |
| 2013    | Asbel Kiprop 3 min 36 s 28       | Matthew Centrowitz 3 min 36 s 78 | Johan Cronje 3 min 36 s 83       |
| 2015    | Asbel Kiprop 3 min 34 s 40       | Elijah Manangoi 3 min 34 s 63    | Abdalaati Iguider 3 min 34 s 67  |
| 2017    | Elijah Manangoi 3 min 33 s 61    | Timothy Cheruiyot 3 min 33 s 99  | Filip Ingebrigtsen 3 min 34 s 53 |
| 2019    | Timothy Cheruiyot 3 min 29 s 26  | Taoufik Makhloufi 3 min 31 s 38  | Marcin Lewandowski 3 min 31 s 46 |
| 2022    | Jake Wightman 3 min 29 s 23      | Jakob Ingebrigtsen 3 min 29 s 47 | Mohamed Katir 3 min 29 s 90      |
| 2023    | Josh Kerr 3 min 29 s 38          | Jakob Ingebrigtsen 3 min 29 s 65 | Narve Gilje Nordås 3 min 29 s 68 |

### Multiples médaillés
| Rang | Athlète            | Pays       | Période   | Or | Argent | Bronze | Total |
| ---- | ------------------ | ---------- | --------- | -- | ------ | ------ | ----- |
| 1    | Hicham El Guerrouj | Maroc      | 1995–2003 | 4  | 1      | 0      | 5     |
| 2=   | Noureddine Morceli | Algérie    | 1991–1995 | 3  | 0      | 0      | 3     |
| 2=   | Asbel Kiprop       | Kenya      | 2011–2015 | 3  | 0      | 0      | 3     |
| 4    | Bernard Lagat      | États-Unis | 2001–2009 | 1  | 1      | 1      | 3     |
| 5    | Rashid Ramzi       | Bahreïn    | 2005–2007 | 1  | 1      | 0      | 2     |
| 6=   | Elijah Manangoi    | Kenya      | 2015–2017 | 1  | 1      | 0      | 2     |
| 6=   | Timothy Cheruiyot  | Kenya      | 2017-2019 | 1  | 1      | 0      | 2     |
| 8    | Abdi Bile          | Somalie    | 1987–1993 | 1  | 0      | 1      | 2     |
| 9=   | Fermín Cacho       | Espagne    | 1993–1997 | 0  | 2      | 0      | 2     |
| 9=   | Jakob Ingebrigtsen | Norvège    | 2022–2023 | 0  | 2      | 0      | 2     |
| 11   | Matthew Centrowitz | États-Unis | 2011–2013 | 0  | 1      | 1      | 2     |

### Records des championnats
| Temps         | Athlète            | Lieu     | Date               |
| ------------- | ------------------ | -------- | ------------------ |
| 3 min 42 s 28 | Pierre Deleze      | Helsinki | 12 août 1983       |
| 3 min 40 s 17 | Steve Cram         | Helsinki | 12 août 1983       |
| 3 min 38 s 65 | Andreas Busse      | Helsinki | 12 août 1983       |
| 3 min 37 s 87 | Steve Scott        | Helsinki | 12 août 1983       |
| 3 min 36 s 43 | Steve Scott        | Helsinki | 13 août 1983       |
| 3 min 35 s 77 | Steve Cram         | Helsinki | 13 août 1983       |
| 3 min 35 s 67 | Abdi Bile          | Rome     | 6 septembre 1987   |
| 3 min 32 s 84 | Noureddine Morceli | Tokyo    | 1er septembre 1991 |
| 3 min 27 s 65 | Hicham El Guerrouj | Séville  | 24 août 1999       |

## Femmes

### Historique

#### 1983-1995

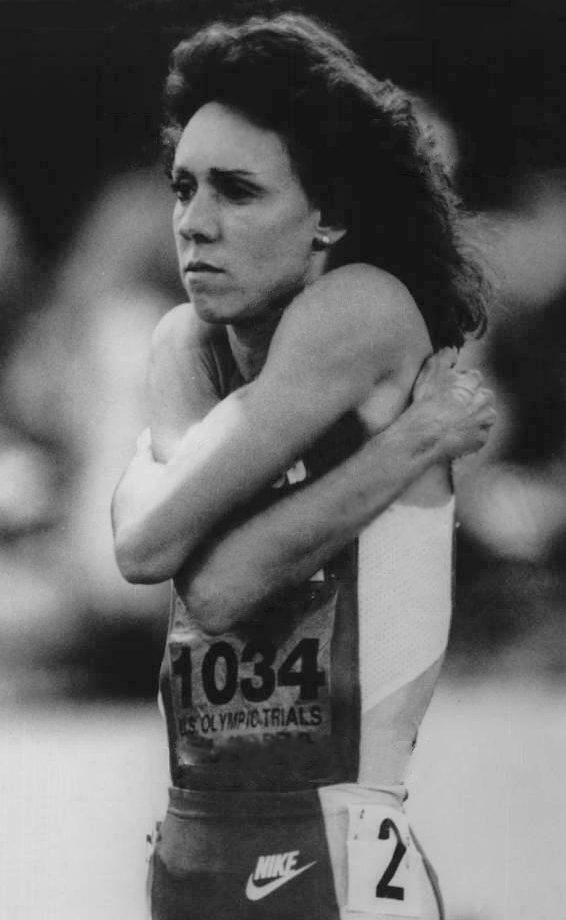
Mary Decker, première championne du monde du 1 500 mètres, en 1983 à Helsinki.

L'Américaine Mary Decker-Slaney décroche le titre du 1 500 mètres à l'occasion des premiers championnats du monde d'athlétisme, en 1983 à Helsinki. Quatre jours après sa victoire dans l'épreuve du 3 000 mètres, elle s'impose dans le temps de 4 min 0 s 90, devançant les deux Soviétiques Zamira Zaytseva (4 min 1 s 19) et Yekaterina Podkopayeva (4 min 2 s 25). L'autre soviétique Tatyana Kazankina, détentrice du record du monde depuis 1980, ne participe pas à l'épreuve.
Quatre ans plus tard, aux championnats du monde 1987 à Rome, la Soviétique Tatyana Samolenko décroche la médaille d'or de l'épreuve du 1 500 m après s'être imposée quelques jours plus tôt dans celle du 3 000 m. Elle établit un nouveau record des championnats en 3 min 58 s 56 en devançant sur le podium l'Est-allemande Hildegard Körner (3 min 58 s 67) et la Roumaine Doina Melinte (3 min 59 s 27), vice-championne olympique en 1984 et championne du monde en salle en début de saison 1987.
En 1991 à Tokyo, l'Algérienne Hassiba Boulmerka devient la première athlète africaine à remporter un titre à l'occasion des championnats du monde d'athlétisme. Elle remporte la finale du 1 500 m dans le temps de 4 min 2 s 58 en devançant la tenante du titre Tatyana Samolenko, deuxième en 4 min 2 s 58. Lyudmila Rogachova, championne du monde en salle en titre, décroche la médaille de bronze en 4 min 2 s 72.
Championne olympique en 1992 à Barcelone, Hassiba Boulmerka ne parvient toutefois pas à conserver son titre mondial à Stuttgart en 1993 en raison notamment d'une blessure aux orteils qui l'oblige à courir avec des chaussures percées pour ne pas risquer la surinfection. La victoire revient à la Chinoise Liu Dong, championne du monde junior du 1 500 m l'année précédente, qui s'impose largement dans le temps de 4 min 0 s 50 devant l'Irlandaise Sonia O'Sullivan (4 min 3 s 48), Hassiba Boulmerka se hissant sur la troisième marche du podium en 4 min 4 s 29.
Lors des championnats du monde 1995 à Göteborg, Hassiba Boulmerka devient la première athlète à décrocher un deuxième titre mondial sur 1 500 m en remportant la finale dans le temps de 4 min 2 s 42, devant la Britannique Kelly Holmes (4 min 3 s 04) et la Portugaise Carla Sacramento (4 min 3 s 79).

#### 1997-2005

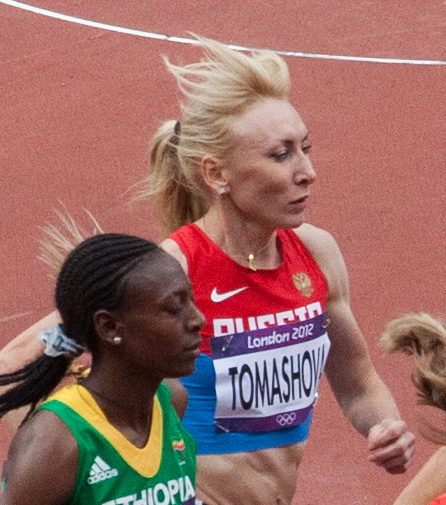
Tatyana Tomashova, championne du monde en 2003 et 2005.

En 1997, au cours des championnats du monde d'Athènes, la favorite Russe Svetlana Masterkova, championne olympique à Atlanta en 1996, est éliminée lors des demi-finales. En finale, Carla Sacramento devance ses adversaires au terme du sprint final en s'imposant dans le temps de 4 min 4 s 24, devant l'Américaine Regina Jacobs (4 min 4 s 63) et la Suissesse Anita Weyermann (4 min 4 s 70).
Svetlana Masterkova est sacrée championne du monde deux ans plus tard en 1999 à Séville après avoir remporté l'argent sur 800 m quelques jours plus tôt. Elle franchit la ligne dans le temps de 3 min 59 s 53 devant Regina Jacobs qui bat son record personnel en 4 min 0 s 35 et décroche sa deuxième médaille d'argent mondiale consécutive sur cette distance. L'Éthiopienne Kutre Dulecha complète le podium en 4 min 0 s 96 alors que la tenante du titre Carla Sacramento échoue à la cinquième place.
Lors des championnats du monde 2001 à Edmonton, la Roumaine Gabriela Szabó devient championne du monde du 1 500 m en réalisant son meilleur temps de l'année en 4 min 0 s 57. Sa compatriote Violeta Szekely est médaillée d'argent en 4 min 1 s 70 et la Russe Natalya Gorelova médaillée de bronze en 4 min 2 s 40. L'Algérienne Nouria Benida-Merah, championne olympique un an plus tôt à Sydney, déclare forfait après les séries pour cause de méforme.
En 2003, aux mondiaux de Paris-Saint-Denis, la Russe Tatyana Tomashova décroche son premier titre de championne du monde en établissant un nouveau record de la compétition en 3 min 58 s 52. La Turque Süreyya Ayhan, championne d'Europe l'année précédente sur la même distance, se classe deuxième de la finale en 3 min 59 s 04, la Britannique Hayley Tullett s'adjugeant la médaille de bronze en 3 min 59 s 95, record personnel.
Tatyana Tomashova conserve son titre mondial en 2005 à Helsinki en établissant son meilleur temps de l'année en 4 min 0 s 35, profitant notamment de l'absence de la Britannique Kelly Holmes, championne olympique l'année précédente à Athènes. Tomashova devance sur le podium sa compatriote Olga Yegorova (4 min 1 s 46) et la Française Bouchra Ghezielle (4 min 2 s 45) et devient la deuxième athlète après Hassiba Boulmerka à remporter une deuxième médaille d'or mondiale en plein air dans l'épreuve du 1 500 m.

#### 2007-2015

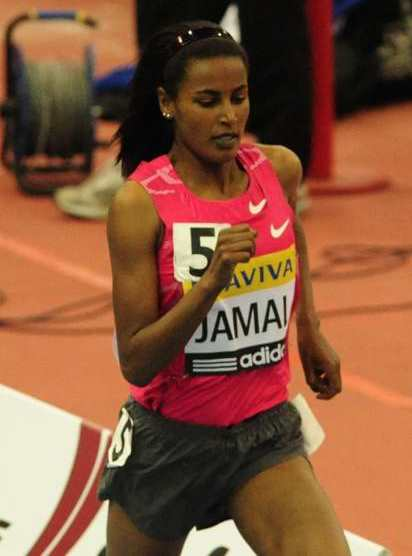
Maryam Yusuf Jamal, championne du monde du 1 500 m en 2007 et 2009.

La Bahreïnie Maryam Yusuf Jamal, classée 5e des mondiaux 2005 après une bousculade, prend sa revanche lors des championnats du monde 2007 à Osaka en enlevant le titre planétaire en 3 min 58 s 75, devant la Russe Yelena Soboleva et  l'Ukrainienne Iryna Lishchynska. Mais convaincue de dopage, Yelena Soboleva verra sa médaille d'argent retirée en 2008 au profit de Lishchynska. La Bulgare Daniela Yordanova récupère en conséquence la médaille de bronze. Une autre athlète russe participant à cette finale, Yuliya Fomenko, initialement 7e de la finale, sera également disqualifiée pour dopage en 2008.
En 2009, Maryam Yusuf Jamal décroche son deuxième titre mondial consécutif à l'occasion des mondiaux de Berlin. En finale, l'Espagnole Natalia Rodríguez passe à la corde dans la dernière ligne droite et remporte la course devant Jamal, mais est finalement disqualifiée pour avoir fait chuter l'Éthiopienne Gelete Burka. Maryam Yusuf Jamal est médaillée d'or en 4 min 3 s 74, la Britannique Lisa Dobriskey médaillée d'argent en 4 min 3 s 75 et l'Américaine Shannon Rowbury médaillée de bronze en 4 min 4 s 18. La Russe Nataliya Evdokimova est quant à elle disqualifiée en 2017 pour dopage.
L'Américaine Jennifer Barringer créée la surprise lors des championnats du monde 2011, à Daegu, en s'imposant au terme d'une course tactique dans le temps de 4 min 5 s 40, décrochant la première médaille d'or des États-Unis dans cette épreuve depuis Mary Decker en 1983. Elle devance la Britannique Hannah England (4 min 5 s 68) et Natalia Rodríguez (4 min 5 s 87) alors que la double tenante du titre Maryam Yusuf Jamal termine 12e et dernière de la finale. L'Ukrainienne Nataliya Tobias, initialement 9e de la course, sera disqualifiée pour dopage en 2012.
Lors des championnats du monde 2013, à Moscou, la tenante du titre Jennifer Simpson est battue par la Suédoise Abeba Aregawi. Cette dernière s'impose dans le temps de 4 min 2 s 67, devant Simpson (4 min 2 s 99) et la Kényane Hellen Obiri (4 min 3 s 86). La Russe Ekaterina Sharmina, initialement 7e de la finale, sera rétroactivement disqualifiée pour dopage en 2016.
En 2015, aux mondiaux de Pékin, l'Éthiopienne Genzebe Dibaba, nouvelle détentrice du record du monde, décroche le titre du 1 500 m en 4 min 8 s 09, offrant à son pays la première médaille d'or de l'histoire dans cette épreuve. la Kényane Faith Kipyegon est médaillée d'argent en 4 min 8 s 96 et la Néerlandaise Sifan Hassan médaillée de bronze en 4 min 9 s 34. Abeba Aregawi et Jennifer Simpson se classent respectivement 6e et 11e de la finale.

#### Depuis 2017

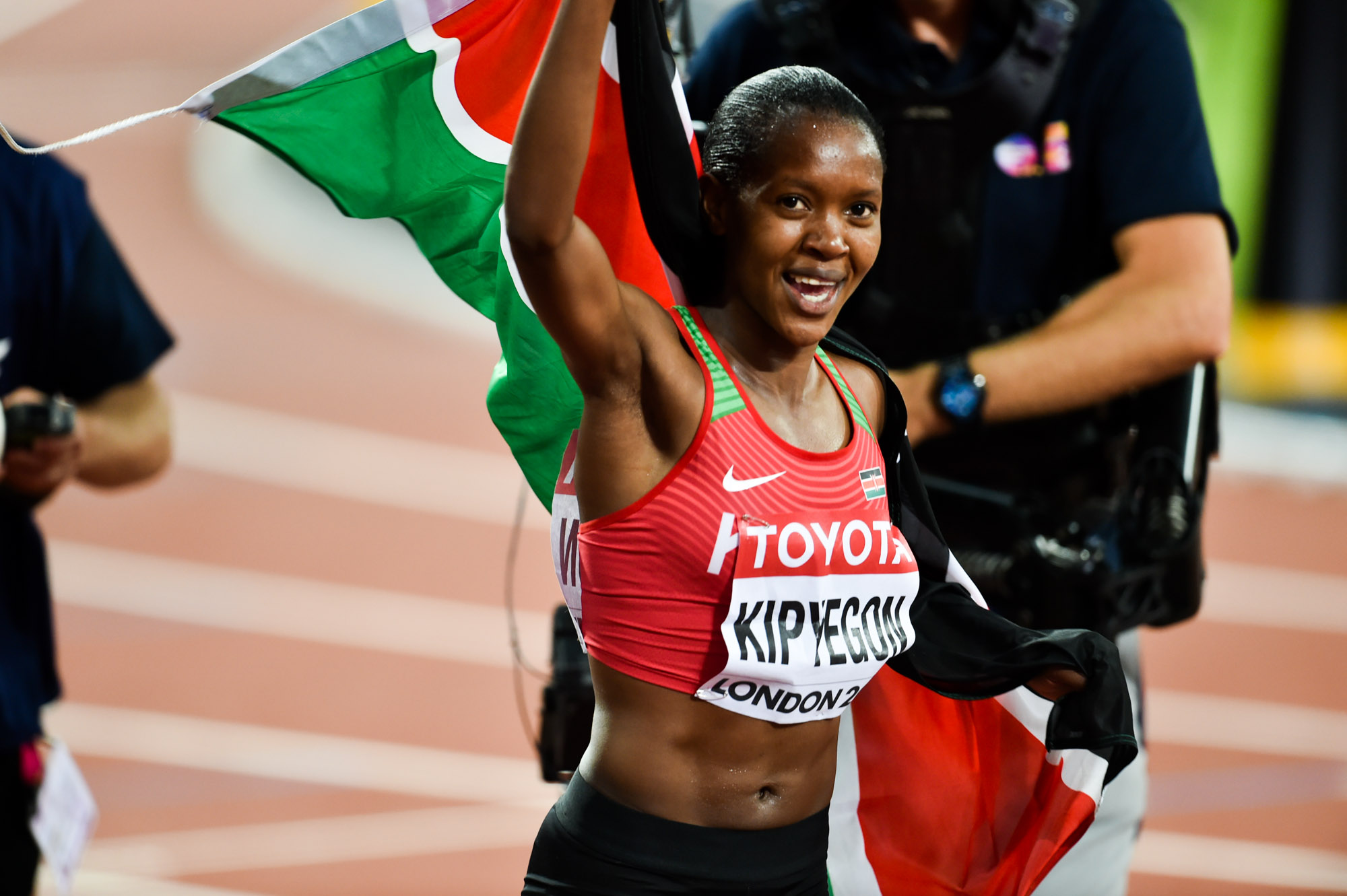
Faith Kipyegon, championne du monde du 1 500 m en 2017 et 2022.

Championne olympique en 2016 à Rio de Janeiro, Faith Kipyegon est sacrée championne du monde en 2017 à Londres en s'imposant dans le temps de 4 min 2 s 59, devant Jennifer Simpson, de nouveau médaillée d'argent (4 min 2 s 76) et la Sud-africaine Caster Semenya (4 min 2 s 90) qui sera titrée sur 800 m quelques jours plus tard. La tenante du titre Genzebe Dibaba se classe 12e et dernière de la finale.
En 2019, lors des mondiaux de Doha, la Néerlandaise Sifan Hassan réalise un doublé inédit en s'étant imposée quelques jours plus tôt dans l'épreuve du 10 000 m, et en remportant celle du 1 500 m. Auteure d'un nouveau record des championnats du monde en 3 min 51 s 95, elle devance la tenante du titre Faith Kipyegon, qui établit à cette occasion un nouveau record du Kenya en 3 min 54 s 22, et l’Éthiopienne Gudaf Tsegay, qui obtient la médaille de bronze en 3 min 54 s 38. L'Américaine Shelby Houlihan (4e) établit un nouveau record continental (3 min 54 s 99) et la Canadienne Gabriela Debues-Stafford (6e) un nouveau record national (3 min 56 s 12).
Championne olympique en 2021 à Tokyo, Faith Kipyegon remporte son deuxième titre mondial à l'occasion des championnats du monde 2022 à Eugene et devient à cette occasion l'athlète féminine la plus titrée sur cette distance avec Hassiba Boulmerka, Tatyana Tomashova et Maryam Yusuf Jamal, mais compte deux médailles d'argent supplémentaires. Elle s'impose dans le temps de 3 min 52 s 96, devant Gudaf Tsegay (3 min 54 s 52) et la Britannique Laura Muir (3 min 55 s 28).

### Palmarès
| Édition | Or                                | Argent                         | Bronze                              |
| ------- | --------------------------------- | ------------------------------ | ----------------------------------- |
| 1983    | Mary Decker-Slaney 4 min 0 s 90   | Zamira Zaitseva 4 min 1 s 19   | Yekaterina Podkopayeva 4 min 2 s 25 |
| 1987    | Tatyana Samolenko 3 min 58 s 56   | Hildegard Körner 3 min 58 s 67 | Doina Melinte 3 min 59 s 27         |
| 1991    | Hassiba Boulmerka 4 min 2 s 21    | Tatyana Samolenko 4 min 2 s 58 | Lyudmila Rogachova 4 min 2 s 72     |
| 1993    | Liu Dong 4 min 0 s 50             | Sonia O'Sullivan 4 min 3 s 48  | Hassiba Boulmerka 4 min 4 s 29      |
| 1995    | Hassiba Boulmerka 4 min 2 s 42    | Kelly Holmes 4 min 3 s 04      | Carla Sacramento 4 min 3 s 79       |
| 1997    | Carla Sacramento 4 min 4 s 24     | Regina Jacobs 4 min 4 s 63     | Anita Weyermann 4 min 4 s 70        |
| 1999    | Svetlana Masterkova 3 min 59 s 53 | Regina Jacobs 4 min 0 s 35     | Kutre Dulecha 4 min 0 s 96          |
| 2001    | Gabriela Szabó 4 min 0 s 57       | Violeta Szekely 4 min 1 s 70   | Natalya Gorelova 4 min 2 s 40       |
| 2003    | Tatyana Tomashova 3 min 58 s 52   | Süreyya Ayhan 3 min 59 s 04    | Hayley Tullett 3 min 59 s 95        |
| 2005    | Tatyana Tomashova 4 min 0 s 35    | Olga Yegorova 4 min 1 s 46     | Bouchra Ghezielle 4 min 2 s 45      |
| 2007    | Maryam Yusuf Jamal 3 min 58 s 75  | Iryna Lishchynska 4 min 0 s 69 | Daniela Yordanova 4 min 0 s 82      |
| 2009    | Maryam Yusuf Jamal 4 min 3 s 74   | Lisa Dobriskey 4 min 3 s 75    | Shannon Rowbury 4 min 4 s 18        |
| 2011    | Jennifer Barringer 4 min 5 s 40   | Hannah England 4 min 5 s 68    | Natalia Rodríguez 4 min 7 s 87      |
| 2013    | Abeba Aregawi 4 min 2 s 67        | Jennifer Simpson 4 min 2 s 99  | Hellen Obiri 4 min 3 s 86           |
| 2015    | Genzebe Dibaba 4 min 8 s 09       | Faith Kipyegon 4 min 8 s 96    | Sifan Hassan 4 min 9 s 34           |
| 2017    | Faith Kipyegon 4 min 2 s 59       | Jennifer Simpson 4 min 2 s 76  | Caster Semenya 4 min 2 s 90         |
| 2019    | Sifan Hassan 3 min 51 s 95        | Faith Kipyegon 3 min 54 s 22   | Gudaf Tsegay 3 min 54 s 38          |
| 2022    | Faith Kipyegon 3 min 52 s 96      | Gudaf Tsegay 3 min 54 s 52     | Laura Muir 3 min 55 s 28            |
| 2023    | Faith Kipyegon 3 min 54 s 87      | Diribe Welteji 3 min 55 s 69   | Sifan Hassan 3 min 56 s 00          |

### Multiples médaillées
| Rang | Athlète            | Pays             | Période   | Or | Argent | Bronze | Total |
| ---- | ------------------ | ---------------- | --------- | -- | ------ | ------ | ----- |
| 1    | Faith Kipyegon     | Kenya            | 2015-2023 | 3  | 2      | 0      | 5     |
| 2    | Hassiba Boulmerka  | Algérie          | 1991–1995 | 2  | 0      | 1      | 3     |
| 3=   | Tatyana Tomashova  | Russie           | 2003-2005 | 2  | 0      | 0      | 2     |
| 3=   | Maryam Yusuf Jamal | Bahreïn          | 2007-2009 | 2  | 0      | 0      | 2     |
| 5    | Jennifer Simpson   | États-Unis       | 2011-2017 | 1  | 2      | 0      | 3     |
| 6    | Tatyana Samolenko  | Union soviétique | 1987–1991 | 1  | 1      | 0      | 2     |
| 7    | Sifan Hassan       | Pays-Bas         | 2015–2023 | 1  | 0      | 2      | 3     |
| 8    | Carla Sacramento   | Portugal         | 1995–1997 | 1  | 0      | 1      | 2     |
| 9    | Regina Jacobs      | États-Unis       | 1997-1999 | 0  | 2      | 0      | 2     |
| 10   | Gudaf Tsegay       | États-Unis       | 2019-2022 | 0  | 1      | 1      | 2     |

### Records des championnats
| Temps         | Athlète             | Lieu     | Date             |
| ------------- | ------------------- | -------- | ---------------- |
| 4 min 10 s 71 | Ravilya Agletdinova | Helsinki | 12 août 1983     |
| 4 min 07 s 47 | Mary Decker         | Helsinki | 12 août 1983     |
| 4 min 00 s 91 | Mary Decker         | Helsinki | 14 août 1983     |
| 3 min 58 s 56 | Tatyana Samolenko   | Rome     | 5 septembre 1987 |
| 3 min 58 s 52 | Tatyana Tomashova   | Paris    | 31 août 2003     |
| 3 min 51 s 95 | Sifan Hassan        | Doha     | 5 octobre 2019   |